# Parco nazionale di Bai Tu Long
Il parco nazionale di Bai Tu Long (in vietnamita:Vườn quốc gia Bái Tử Long) è un'area naturale protetta del Vietnam. È stato istituito nel 2001 e occupa una superficie di  157,83 km² nel distretto di Van Don, nella provincia di Quang Ninh. L'area, un tempo estremamente ricca di biodiversità, oggi ha tra i suoi punti di forza i panorami, esteticamente interessanti.